# Grönvial
Lathyrus chloranthus är en ärtväxtart som beskrevs av Pierre Edmond Boissier. Lathyrus chloranthus ingår i släktet vialer, och familjen ärtväxter. Inga underarter finns listade i Catalogue of Life.